# Liste ghanaischer Schriftsteller
Die Liste ghanaischer Schriftsteller gibt einen Überblick über die Schriftsteller Ghanas. Es besteht kein Anspruch auf Vollständigkeit.

## A

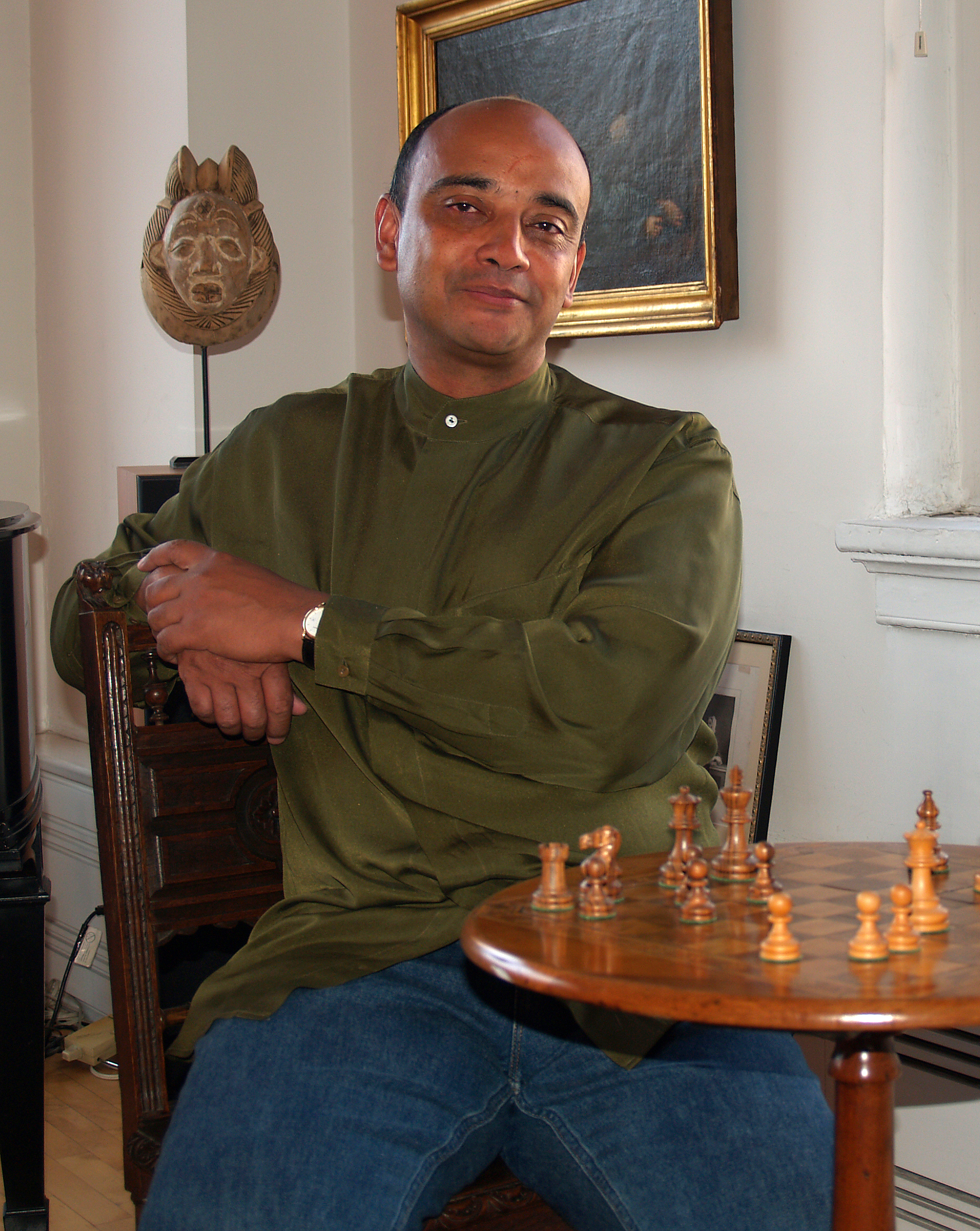
Anthony Appiah

- Joseph Wilfred Abruquah (* 1921)
- Patrick Addai (* 1969)
- Serlom Wisdom Adigbli (* 1977)
- Ama Ata Aidoo (1942–2023)
- Kofi Aidoo (* um 1955)
- James Aggrey (1875–1927)
- Kofi Anyidoho (* 1947)
- Anthony Appiah (* 1954)
- Ayi Kwei Armah (* 1939)
- T. Q. Armar (1915–2000)
- Raphael Armattoe (1913–1953)
- Bediako Asare
- Konadu Asare (* 1932)
- Meshack Asare (* 1945)
- Stephen Atalebe (* 1983)
- Ayesha Harruna Attah (* 1983)
- Kofi Awoonor (1935–2013)

## B
- William Boyd (* 1952)
- Margaret Busby (* 1944)
- Abena Busia (* 1953)
- Akosua Busia (* 1966)

## C
- Gladys Casely-Hayford (1904–1950)
- Joseph Ephraim Casely Hayford (1866–1930)
- Jojo Cobbinah (* 1948)
- Peggy Cripps-Appiah (1921–2006)
- Quobna Ottobah Cugoano (um 1757–um 1801)

## D
- Amma Darko (* 1956)

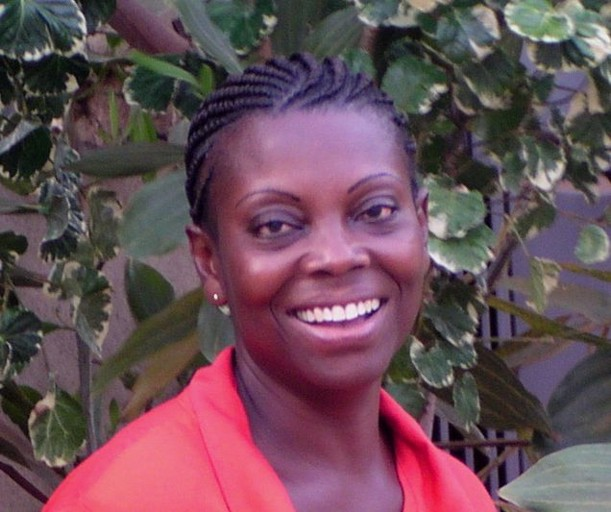
Amma Darko

- John Coleman DeGraft-Johnson (1919–1977)
- Michael Dei-Anang (1909–1977)
- Solomon Alexander Amu Djoleto (* 1929)
- Efua Dorkenoo (1949–2014)

## K
- Benjamin Kwakye (* 1967)

## L
- Kojo Laing (1946–2017)

## M
- Fred McBagonluri

## N
- Kwame Nkrumah (1909–1972)

## O
- Yaa Asantewa Ofori
- Atukwei Okai (1941–2018)
- David Owusu-Ansah (* 1952)
- Mercy Adoma Owusu-Nimoh
- Lawrence Henry Yaw Ofosu-Appiah

## P
- Frank Kobina Parkes (1932–2004)
- Nii Ayikwei Parkes (* 1974)

## R
- Carl Christian Reindorf (1834–1917)

## S
- Francis Selormey
- Efua Theodora Sutherland (1924–1996)